# Порт (новела)
«Порт» (фр. Le Port) — новела французького письменника Гі де Мопассана, написана в 1890 році. Сюжет твору розповідає про інцест між братом і сестрою, що стався в кварталі червоних ліхтарів у Марселі.

## Історія
Новела «Порт» вперше була надрукована на шпальтах газети «L'Écho de Paris» 15 березня 1889 року. Восени того ж року її переклав російською А. М. Новіков, який працював у маєтку письменника Льва Толстого Ясна Поляна. У щоденнику російського класика зберігся запис від 23 жовтня 1890 року, де він називає цю новелу «чудовою». Толстой так захопився твором, що почав виправляти переклад Новікова. 18 жовтня 1890 року він повідомив В. Г. Черткову, що перекладає «жахливої сили і цинізму і глибоко морально діюче оповідання» Мопассана. Плодом цієї роботи став самостійний переклад Толстого, який він назвав «У дівок» і який 5 лютого 1891 року надрукували в журналі «Новое время» під назвою «Франсуаза» (цю назву запропонував письменник М. С. Лєсков). Пізніше Гі де Мопассан включив її до складу збірки «З лівої руки». Перший український переклад цього твору належить перу Петра Чикаленка, він побачив світ у восьмитомному зібранні творів Гі де Мопассана, виданому видавництвом «Дніпро».
Новела «Порт» була екранізована чотири рази:
- 1933 — «La mujer del puerto» («La Femme du Port») — мексиканський фільм Аркадія Бойтлера;
- 1949 — «La mujer del puerto» — мексиканський фільм Еміліо Гомеса Мюріеля;
- 1974 — «Le Port» — французький телефільм Клода Сантеллі;
- 1991 — «La mujer del puerto» — мексиканський фільм Артура Ріпштейна.

## Сюжет
Матроси з торговельного судна вийшли розважитись під проводом Селестена Дюкло. Цей молодик впевнено веде їх до кварталу червоних ліхтарів, де без поспіху оминає перші пропозиції доки не зупиняється біля уподобаного ним закладу. Після багатогодинних сексуальних розваг чоловіки спускаються випити, між Дюкло та повією розгортається діалог. З нього випливає, що вони односельці, а потім жінка повідомляє матросові, що його родина померла від моровиці. Тоді він впізнає у ній власну сестру Франсуазу, яка через відсутність коштів на прожиття змушена заробляти в такий спосіб. Брат і сестра не впізнали одне одного тому що багато років не бачились і не сподівались на зустріч в такому місці.